# Gaujac (Gard)
Gaujac – miejscowość i gmina we Francji, w regionie Oksytania, w departamencie Gard.
Według danych na rok 1990 gminę zamieszkiwało 596 osób, a gęstość zaludnienia wynosiła 58 osób/km² (wśród 1545 gmin Langwedocji-Roussillon Gaujac plasuje się na 472. miejscu pod względem liczby ludności, natomiast pod względem powierzchni na miejscu 741.).